# 19 février 1964
Le mercredi 19 février 1964 est le 50e jour de l'année 1964.

## Naissances
- Jacquy Haddouche (mort le 23 octobre 2010), tueur en série français
- Doug Aldrich, guitariste américain
- Gary Leeman, joueur professionnel de hockey canadien
- Alberto Lombardo, auteur dramatique et acteur français contemporain
- Elisabeth Schneider-Schneiter, personnalité politique suisse
- Jennifer Doudna, professeure de biochimie et de biologie moléculaire
- Jim McInally, footballeur écossais
- Christian Weber, joueur professionnel suisse de hockey sur glace
- Teresa Worek, joueuse de volley-ball polonaise
- Jonathan Lethem, écrivain américain de science-fiction
- Polo, chanteur français
- Jean-Michel Papini, footballeur professionnel français

## Décès
- Paul Renaudin (né le 11 mai 1873), écrivain catholique français
- George Kalafatis (né en 1890), fondateur du Panathinaïkos
- Wilhelm Fraenger (né le 5 juin 1890), historien d'art allemand
- Shirō Ozaki (né le 5 février 1898), écrivain japonais

## Autres événements
- Sortie américaine du film La mort frappe trois fois.
- Sortie américaine du film La Maîtresse.
- Sortie française du film L'Idole d'Acapulco.
- Sortie française du film Les Parapluies de Cherbourg.
- Le château du Monteil est l’objet d’une inscription au titre des monuments historiques.
- La chapelle de Botlézan est l'objet d'une inscription au titre des monuments historiques.
- L'Église Sainte-Geneviève de Guénézan à Bégard est l’objet d’une inscription au titre des monuments historiques.